# بزرگراه بروجردی

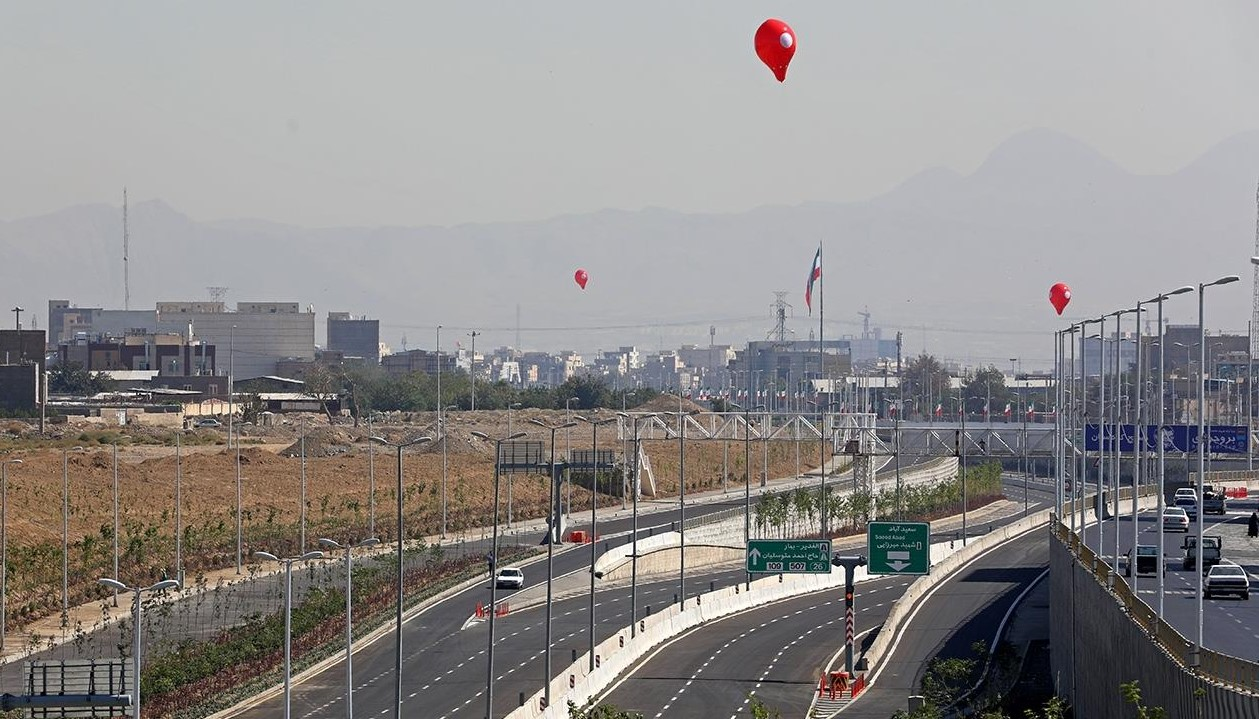
بزرگراه بروجردی

بزرگراه بروجردی یک بزرگراه در جنوب غرب تهران است که نقش ارتباطی بین آزادراه تهران–ساوه و مسیرهای شهری مانند بزرگراه شهید متوسلیان و میدان یادگار امام را ایفا می‌کند. فاز نخست این پروژه به طول حدود ۳٫۷ کیلومتر در مهر ۱۴۰۲ بهره‌برداری شد و هدف آن بهبود دسترسی بزرگراهی در منطقه ۱۸ شهرداری تهران عنوان شده است.

## مسیر
ابتدای بزرگراه از تقاطع بزرگراه آزادگان در امتداد آزادراه تهران–ساوه آغاز شده و پس از حدود ۳٫۷ کیلومتر تا بلوار الغدیر (میدان جانبازان) ادامه دارد. با تکمیل فاز دوم، مسیر تا بلوار بهار ادامه خواهد یافت و مجموعاً حدود ۴٫۷ تا ۵/۰ کیلومتر طول خواهد داشت.

## تاریخچه
طرح بزرگراه ۷۶ متری بروجردی در اواخر دهه ۸۰ و در دو قطعه طراحی شد که قطعه نخست این پروژه در اولویت اجرا قرار داشت. اجرای پروژه در سال ۱۳۸۸ آغاز و تا پایان سال ۱۳۹۳، ۶٪ پیشرفت داشت. پس از تعییر واحد اجرایی در شهرداری تهران، پیشرفت پروژه تا سال ۱۴۰۰ به حدود ۶۹٪ رسید و فاز نخست در مهر ۱۴۰۲ افتتاح شد.

## مشخصات فنی
- فاز نخست (حدود ۳٫۷ کیلومتر) تا ۱۵ مهر ۱۴۰۲ افتتاح شد. فاز اول مسیر ۳٫۷ کیلومتری را حد فاصل تقاطع بزرگراه آزادگان تا میدان جانبازان در بلوار الغدیر طی می‌کند. با گشایش فاز نخست، مسیر ترافیکی تندروها از تقاطع بزرگراه آزادگان در سطح صفر آغاز شده و در محدوده ۴۵ متری کن به سطح منفی یک منتقل می‌شود و در ادامه قبل از بلوار الغدیر مجدداً به سطح صفر بازمی‌گردد. کندروهای شمالی و جنوبی در تمام طول مسیر در سطح صفر قرار دارند. قطعه یک بزرگراه بروجردی در قالب مسیرهای تندروی شمالی و جنوبی هر یک با سه خط عبوری و مسیر کندروی شمالی و جنوبی هر یک با دو خط عبوری طراحی و اجرا شده است.[۷][۸]
- فاز دوم حدود ۱ کیلومتر اضافی با گشایش چند پل و کندرو (تندرو و کندرو) در حال تکمیل است.[۹]

## انتقادات و چالش‌ها
طولانی شدن زمان اجرا: علی‌رغم برنامه‌ریزی اولیه، فاز نخست حدود ۱۳ سال طول کشید تا به بهره‌برداری برسد؛ توقف پروژه در دوره پنجم مدیریت شهری و مسائل مربوط به معارضان ملکی موجب تأخیر قابل توجهی شد.